# 将棋ソフト不正使用疑惑騒動
将棋ソフト不正使用疑惑騒動（しょうぎソフトふせいしようぎわくそうどう）とは、「将棋棋士の三浦弘行がスマートフォンを利用してコンピュータ将棋ソフトを公式戦対局中に不正に使用したのではないか？」という疑惑を発端として、2016年から2017年に起きた一連の騒動である。
一部の棋士による疑惑の告発、日本将棋連盟による三浦の出場停止処分とそれに伴う竜王戦挑戦者変更、第三者委員会の調査による疑惑の否定と三浦の名誉回復、連盟理事5名の引責辞任・解任、これを契機とするルール改定が騒動の主たる内容である。

## 概要
騒動の発端は、三浦の対局中の離席（特に久保利明との対局で30分以上離席したと久保利明が勘違いした事）や指し手の傾向（特に渡辺明との対局で三浦が局後の感想戦で示したコンピュータ将棋風の指し手）などを怪しんだ一部の棋士の告発によって、三浦がスマートフォンあるいはスマートフォン経由でパソコンを遠隔操作し、コンピュータ将棋ソフトを対局中に不正使用したのではないかとの嫌疑がかけられたことである。
日本将棋連盟の聞き取り調査に対して三浦は疑惑を否定したものの、調査のために休場することとなり、最終的には休場届の未提出を理由として連盟から出場停止処分が下された。三浦は第29期竜王戦挑戦者に決定していたが、出場停止に伴い挑戦者が丸山忠久に交代するという異例の事態となった。
その後、第三者委員会による調査が行われ、
- 30分以上の離席が映像分析により実際には存在しなかったこと[2]
- 感想戦で示した指し手は事前に三浦が棋士仲間と研究していた手であったこと
- 一致率は信頼できないこと[3]

など、告発の理由とされていたものが否定され、不正行為に及んだ証拠がないことが結論づけられた。
連盟は三浦を復帰させた上で謝罪・和解し、三浦の疑惑が完全に晴れた旨を宣言した。
三浦の名誉回復と前後し、7人の日本将棋連盟理事のうち、
- 騒動の責任を取って、谷川浩司（会長）、島朗（常務理事）の2名が辞任した。
- 青野照市（専務理事）、中川大輔（常務理事）、片上大輔（常務理事）の3名が臨時総会で解任された。

また、この騒動をきっかけに、今後は同じような疑惑を生じることがないよう、様々なルール改定が行われた。具体的には、電子機器所持に対する罰則や金属探知機の利用などが挙げられる。また、囲碁でもスマートフォンの取り扱いについてルールが定められた。

## 経緯
役職等はいずれも当時のもの。段位・称号は省略する。

### 騒動前の状況
三浦弘行は、2013年の第2回将棋電王戦参戦の頃より、自宅での将棋研究に、パソコン用将棋ソフトを活用していた。
2016年8月15日、8月26日、9月8日の第29期竜王戦挑戦者決定三番勝負にて三浦は、丸山忠久に2勝1敗で勝ち、当時の竜王である渡辺明への挑戦権を獲得した。

### ソフト不正使用疑惑の発生
2016年夏以降、複数の棋士から三浦に対局中の離席が目立つという指摘があったほか、10月に入って橋本崇載が自身のTwitterにおいて名指しを避けつつも「将棋ソフトを使ったカンニング行為を行う棋士がいる」との発言をしたこともあった。
後の第三者委員会の調査によると、最初に三浦を疑ったのは久保利明で、久保は7月26日の竜王戦本戦決勝トーナメントの対局において、三浦が夕食休憩後という終盤、三浦の手番で31分間も継続して離席したと勘違いした上、多数の離席が見られたと思い、強い不信感を抱いた。
久保は7月29日、谷川浩司日本将棋連盟会長も出席した関西月例報告会で、三浦への疑惑を念頭に、ソフト指しを防ぐための電子機器の規制が必要と主張した。日本将棋連盟はこれを受け、8月4日の常務会で「対局時における電子機器の取り扱いについて」と題する通知書を全ての所属棋士・女流棋士に送付した。内容は「長時間の離席はマナー違反であり、電子機器等の不正使用を疑われかねない行為であるので控えるように」というものであった。
この通達後の竜王戦挑戦者決定三番勝負の丸山戦の第2局、3局においての対局では将棋連盟常務理事の青野照市、佐藤秀司、中川大輔、島朗、理事の杉浦伸洋が夕食休憩後の三浦の行動を監視したが、離席は多かったものの不審な行動は確認できなかった。

### 10月10日の有力棋士の会合と文春報道
竜王戦で三浦と対局するはずだった渡辺明も、三浦の不正を疑っており、10月3日のA級順位戦で三浦に敗戦後、ある観戦記者や将棋ソフトに精通している棋士の千田翔太との意見交換、三浦の離席回数の多さ、将棋ソフト「技巧」との指し手の一致率の高さ、そして久保戦の結果を見聞した結果、三浦への「疑惑が確信に近づいた」。
そこで渡辺は、10月10日に島常務理事の自宅で谷川会長、佐藤天彦、羽生善治、佐藤康光棋士会長、千田と協議し、久保も電話で意見を述べた。参加した棋士の中には、上記のとおり、渡辺棋士と千田棋士がそこまでいうのであれば三浦棋士が不正をしたのではないかという疑念を示す意見や、その場で初めて聞いた話でもあり疑わしいものの結論は出せないという意見の他、疑念を払拭するために三浦棋士本人から話を聞くべきではないかという意見等もあった。同時に、疑惑を否定するものもおらず、連盟としてはその事実を重く受け止めざるを得ない状況であった。
島常務理事は、会合の後、三浦と電話で話し、三浦にソフト指しの疑惑がかかっていることと、翌日午後1時からの常務会に参加するように伝えた。席上で渡辺は、「不正を行った三浦九段と対局するつもりはない。常務会で判断してほしい」と主張した。
不正疑惑は、『週刊文春』が先駆けて報じた。渡辺は『週刊文春』の取材に対し三浦を疑った根拠として、「感想戦で三浦さんが話した読み筋が、そのままソフトの読み筋だった」「ソフトとの指し手の一致率が90%だとカンニングしているとか、そういう事ではありません。僕や羽生さんの指し手（の一致率）が90%ということだってありますから。一方で、一致率が40%でも急所のところでカンニングすれば勝てる。一致率や離席のタイミングなどを見れば、プロなら（カンニングは）分かるんです」と述べた。

### 出場停止処分
翌10月11日、日本将棋連盟はスマートフォンなどによる不正の疑いがあるとして、常務会において三浦に説明を求めた。この常務会において三浦は、「離席については体調が芳しくなかった」こと等の理由を説明した。
また、「自らが指した手が技巧が示す指し手と一致していたとしても、自らが指した手はプロ棋士なら自力で考えることができる手であり、一致率等はソフト指しの不正を行った根拠にはならない」旨の説明をし疑惑を否定し、実際には存在しない久保戦の30分間の離席について問われ「体調が悪かったので守衛室で休んでいた」と答えた。
通常、棋士が対局中に守衛室に行くことは稀であるため、この説明がかえって理事らの疑惑を招くことになったが、後の第三者委員会では、実際には存在しなかった30分の離席について問われ三浦が勘違いしたものと考えるのが合理的だとされている。
多数による追及的な雰囲気の中、三浦は「このような状況では対局できない」と調査を前提とした休場の意向を表明。その後三浦は自らPCおよび、スマートフォンのアプリを撮影した画像を自主的に提出。休場届の提出可否については、翌日の2016年10月12日に三浦棋士代理人と直接会って話し合った後に決めたい旨を伝えた。
その後三浦は、休場届を提出しない意向を連盟側に通達したが、期限とした翌12日15時までに休場届が提出されなかったという理由により12月31日までの公式戦出場停止処分にされた。この出場停止処分により、第29期竜王戦七番勝負に出場できなくなっただけでなく、第58期王位戦の予選において不戦敗となり、第10回朝日杯将棋オープン戦にも参加できなかった。また、連盟は10月13日に、聴取を尽くしたとして、今後追加で調査する考えがないことを明らかにした。

### 三浦側の反論
三浦はNHKの単独インタビューに応じ「絶対に不正をしていないし、携帯に（分析が可能な）将棋ソフトが入っていない。不正はしていないので処分を受けるいわれがない。将棋界最高峰の竜王戦だから竜王戦を辞退するわけない、離席が多かったのは体調が悪く、休んでいた時間が長かった。選んだ手が将棋ソフトと似ているという指摘については、（手が）似ているところだけ疑っているのかと思う。将棋連盟に対し所有するパソコン4台とスマートフォンにインストールしているアプリを撮影した画像を提出した」と答えた。
また三浦は反論文を提出し、「全くの濡れ衣である将棋ソフト使用疑惑によるものであり、適正な手続きによる処分とは到底言い難いもの」とした。三浦自身は対局中の離席について「将棋会館内の休憩室である『桂の間』などで横になるなどして体を休めつつ次の指し手を考えていたり、会館内のトイレに赴いていただけです。対局中の食事についても、ほとんどが出前を注文しており、疑惑を持たれている対局では、対局中に会館の外に出ることはありませんでした」と説明してこの不正疑惑を否定しており、弁護士に相談するとしている。また、代わって竜王戦に出場することになった丸山は連盟の決定に賛成出来ない旨のコメントをしている。
10月15日には元女流棋士の林葉直子がブログで「ありえないと、思うけどなぁ。三浦くんって、もともと強いんだから誰かが嫌がらせで言いふらしたんじゃないかしらん。」と三浦を支持した。

### 羽生三冠の発言
この処分については、「“黒” にしては軽すぎる、“白” にしては重すぎる」という意見もあった。また、『週刊文春』は、羽生が島に「（三浦は）限りなく“黒に近い灰色”だと思います」とメールしたと報じたが、羽生は妻である羽生理恵のTwitterを通し、「“灰色に近い”と発言をしたのは事実」だが、「疑わしきは罰せずが大原則と思っていますので誤解無きようにお願いを致します」と声明を出した。

### 第三者委員会による調査
日本将棋連盟は、10月27日には一転して、但木敬一を委員長とし、永井敏雄、奈良道博を委員とする第三者調査委員会の設置を決めた。第三者委員会は、日本将棋連盟の委嘱を受け、出場停止処分の妥当性、三浦の対局中の行動を調査することになった。
2016年12月26日、第三者委員会は、疑惑について処分の根拠とされていた電子機器を使用した形跡はなく、さらに「技巧」公開前の三浦の対局や他の棋士の対局も高い一致率を示し、本件以上の一致率もあることが判明、不正行為に及んでいた証拠はないと発表した。また、連盟の三浦に対する出場停止処分については、実際に三浦に対する疑惑が強く存在していたことや、竜王戦の開催が迫っており、三浦をそのまま出場させれば大きな混乱を招くことが予想されること、時間的に余裕もなかった点などを考慮して、やむを得なかったと結論を出した。きっかけとなった「久保戦の60手目に於ける30分以上の離席」は存在せず、疑われた指し手のうち一つについても事前研究であった事が判明するとともに、複数の高段位棋士から三浦の指し手として自然だという証言が上がった。これを受け、谷川浩司九段は連盟会長として、三浦九段への疑惑は「7月の関西の報告会での久保利明九段の発言」が発端だった事を公表し、27日に記者会見で謝罪した。
出場停止処分は2016年末までのはずだったが、連盟の独断により2017年1月4日のヤマダ電機「第7回上州将棋祭り」に、出演予定だった三浦は出場しない旨が発表された。
三浦が在籍するA級順位戦においても、年明け以降の対局予定すべてが、対戦相手の不戦勝で、三浦は不戦の扱いとなっている。三浦自身は1勝3敗5不戦の成績だが、出場停止前の三浦に直接対決で勝って既に7勝以上が確定している棋士がいるため、5不戦の分すべてを勝ったとしても6勝3敗となり、もとより名人位の挑戦権は発生していない。
順位戦の救済措置として、次期（第76期順位戦）において三浦はB級1組に降級せずA級に留まるが、休場者がいた場合の張出と同じく11位とされ、A級は例年より1人多い11人（降級3名）とし、またA級からの降級が確定していた森内俊之がフリークラス転出を宣言したこともあり、A級からの降級者がいないB級1組は例年より2名少ない11人（昇級2名、降級1名）で行われることとなった。なお、剥奪された竜王戦の挑戦権に対する補償はなかった。
第29期竜王戦で防衛を果たした渡辺明は、就位式で「メディアの取材に応じたことで三浦九段、読売新聞社様、将棋ファンの皆様方にご迷惑をおかけしました。申し訳なく思います」と謝罪した。
一方、挑戦者決定三番勝負での対戦相手になった丸山は、不正を疑われた4局の内2局が、第2戦および第3戦で、当事者であり敗退したにもかかわらず三浦に対して不正を疑っておらず、騒動の発端から終息まで疑惑否定を貫いた。また挑戦者決定戦第2局の観戦記執筆のため盤側で同席していた観戦記者の藤田麻衣子も、三浦の様子について「対局者が席を立つのもいつものことで、自分の手番でもよくあることです」として、特に不自然な点は見られなかったとしている。

### 朝日と読売の盤外戦
この騒動の報道を巡って、名人戦主催者の朝日新聞は積極的に報道する一方で、竜王戦主催者の読売新聞が報道を避けるという報道姿勢の違いが見られた。
2016年12月26日に第三者委員会の報告書が公表された後に、棋聖戦主催産経新聞グループ会社の産経デジタルも参戦し「iRONNA」で三浦にインタビュー、三浦は「丸山さんは私の行動を『不審に思うことはなかった』とはっきり言ってくださったんです」「谷川会長にはとても感謝しています」「連盟も今回の騒動で大変な被害を被ったと思うんです」と述べる一方、「ただやっぱり悪意を持って、私のことや将棋界全体を苦しめた一部のメディアと一部の棋士、そして私が不正をしているという噂をまき散らし将棋界を無茶苦茶にした観戦記者の小暮克洋氏だけは、許せないという気持ちはありますね」「文春報道が私の人生を狂わせるきっかけになったのは紛れもない事実」と解答した。
これに対し小暮は「怒りを通り越して呆れています。名誉毀損だし、こんなバカな話はない。たしかに渡辺さんの相談には乗っていました。今はっきりしたことは明かせませんが、当時（三浦九段は）限りなく『クロ』だという認識でした。渡辺さんも相当悩んでいて、最終的には（連盟の）理事に相談した。本来、渡辺さんの役割はそれだけのはずでしたが、（三浦九段への聞き取り調査を行なった）常務会に、三浦さんの要望で渡辺さんが証人として呼ばれ、告発の責任者のように扱われてしまっている。（記事掲載以降は）仕事にも影響が出ている。法的手段？ 私だけでなく渡辺さんの名誉が守れる方法を弁護士と相談しながら考えている。将棋連盟のためにもできるだけ丸く収めたいと思っているが、真実から目を背けることはできません。私なりに名誉を守ります」と反論している。

### 関係棋士の動き
渡辺明は自身のブログで、隠しているわけではなくいずれ皆さんの疑問に答えると示し、2017年1月17日の第29期竜王就位式で「七番勝負の直前というタイミングでメディアの取材に応じたことにより、三浦九段と読売新聞社様、将棋ファンの皆様にご迷惑をおかけしました。この間、お騒がせしたことを申し訳なく思います。今後このようなことがないよう、将棋連盟の一員として将棋界の発展に努力して参ります」と述べた。
久保利明は第66期王将戦のインタビューにおいて、後日説明すると発言した。
橋本崇載は三浦に会って謝罪したとツイートした。

### 谷川会長の辞任
2017年1月18日、日本将棋連盟会長の谷川浩司が、体調不良を最大の理由として辞任を表明。三浦を一時、出場停止処分にしたことなどについても、「対応に不備があったことは大きな責任を感じている」と語った。そして三浦の復帰第一局は、2月13日の第30期竜王戦1組ランキング戦での羽生善治との対局に決まったことが判明した。
2月6日に開催された連盟の臨時総会で、谷川・島の両名の辞任が承認され、後任の理事として佐藤康光・井上慶太の2人が選出された後、総会後の理事会での互選により佐藤が会長に就任した。しかし棋士の一部には「本事件に関係した他の常勤理事も辞任すべき」とする意見があり、最終的に棋士28名の請求により2月27日に再度臨時総会を開催することになった。
またこれらの動きとは別に、谷川浩司の兄である谷川俊昭（元アマチュア王将）などが中心となり、本件の事実上の告発者である渡辺明に対して処分を求める署名活動が行われ、2月17日に署名が連盟に手渡された。
2月7日、将棋会館にて連盟から三浦に対して謝罪がなされた。
2月13日、三浦の復帰戦となる竜王戦1組ランキング戦が行われたが、羽生に敗れ復帰戦を飾ることはできなかった。続く先崎学戦、木村一基戦、豊島将之戦にも敗れたが、4月14日に収録された銀河戦の対局で戸辺誠を破り、復帰5戦目で初勝利を挙げた。

### 理事3名の解任
2月27日、前述の通り再度の臨時総会を開催。青野照市、中川大輔、片上大輔の解任が決まったが、佐藤秀司と東和男については否決され、続投することとなった。佐藤康光新会長は会見で、「会員の不満が大きかったという気がする」と解任の理由を分析したが、具体的に何が否定されたかについては「正直わからない」と語った。

### 和解の成立
5月24日に連盟から和解が成立したことが公表され、同日に連盟会長の佐藤、三浦、三浦サイドの弁護士が同席する形で記者会見が開かれた。和解内容としては「三浦九段が不正行為に及んでいたと認めるに足りる証拠はない」「日本将棋連盟による本件処分対応は許容される範囲内の措置であり、やむを得ないものと評価されるべきである」の2点を相互に受け入れること、また三浦が連盟に対し民事訴訟などを行わない点、連盟が三浦に補償金を支払うことが明らかにされた。
また、「三浦九段から『こういう状態では竜王戦は指せない。事態が収束してから集中して指したい』と申し出があった」のち三浦が竜王戦に出場しなかったことについて、「連盟側が三浦九段に対し休場を強要していなかったという事実」と、「連盟側が『竜王戦が開催されなくなった』と説明したという客観的な事実はなかった」ことが互いに確認された。
補償額については非公表だが、原資は告発した棋士ではなく連盟側であることを念頭に置いてこれから議論されること、および「高額」になることが、連盟会長の佐藤の口から明らかにされた。
元週刊将棋編集長の古作登は、「タイトルを獲得する可能性もあった竜王戦の優勝賞金が4320万円ということから推定し、少なくとも5000万円は支払われている」と分析している。また記者会見に先立ち、三浦に嫌疑をかけた当事者の一人である渡辺明が三浦に直接謝罪したことも明らかにされた。

### 再発防止策
本件のような不正を疑われる事態の再発を防ぐべく、連盟では既に2016年12月14日より、電子機器は対局前にロッカーに預ける、対局中は外出禁止等の措置を取っていたが、2017年3月30日に連盟内に「対局規定委員会」を設け、対局規定を抜本的に見直す方針を明らかにした。検討の結果、2017年10月1日から11月30日まで東京・大阪の将棋会館で行われる公式戦全対局において、金属探知機による身体検査及び目視による荷物検査を試験的に導入することになった。ただ「違反時の罰則に関する明確な規定がない」ことから、実効性を疑問視する意見もある。
なお連盟で対局規定委員を務める大平武洋によれば、2018年4月現在は「電子機器を所持していたときの罰則ができた」ことを理由として全対局での検査は行っておらず、ランダムに抜き打ち検査を行う形式に移行しているという。

### その後
日本将棋連盟佐藤康光新会長は、三浦の名誉回復に努めると発表した。
三浦復帰後の第76期順位戦A級（2017年6月 - 2018年3月）では先述の通り、三浦は11位張出として11名の総当たり、降級者3名で争われることとなった。
当期は挑戦争い・残留争いともに混戦を極めた。残留争いは最終節直前時点で、渡辺（3位）・深浦（7位）・三浦（11位）が4勝5敗、行方（5位）が3勝6敗で、2つの残留枠を争う展開となった。その内、渡辺・三浦は直接対決を残しており、奇しくも本件の当事者がA級残留を賭け対戦することとなった。
結果は三浦が勝利し、久保に勝利した深浦とともに残留を決め、渡辺は8期所属したA級から降級した。また久保は最終節直前時点で挑戦争いの首位であったが、この敗戦で6勝4敗で6名が並び、順位（9位）によりプレーオフ1番下からのエントリーとなった(1回戦で豊島に敗戦)。
一連の騒動から復帰直後は4連敗を喫し、この間に「やはり不正をしていたのではないか」といった中傷も受けた三浦であったが、2017年度は24勝15敗（勝率 .615）と「トップ棋士として堂々の成績」を挙げた。
渡辺は、その後調子を戻し2020年に第78期名人戦で名人位を獲得、2024年に紫綬褒章を受賞した。
自身のうつ病闘病記「うつ病九段」を病からの回復後に上梓した先崎学は、当騒動の仲介に携わったことによる多忙・精神的な疲労がうつ病発症の原因の一つだったのではないかと述懐しており、本書内では当騒動での将棋界の揺れ動きが書かれている。
将棋界は、同時期に始まった、新人棋士藤井聡太の快進撃によって、一連の騒動からイメージを好転させることとなった。

## 将棋界以外の反応

### 囲碁
囲碁では、元々日本棋院が2013年に、対局中は携帯電話の電源を切ることを義務付ける規定（切り忘れで着信等があった場合、1回目で警告、2回目で失格）を導入していた。
2017年1月に対局管理規定を再度改正し、スマートフォン等の電子機器の対局場への持ち込み自体は禁止しないものの、対局中の使用を全面的に禁じることを明らかにした。対局中の休憩時間に自らの棋譜中継を見るような行為も禁止となるが、囲碁界では将棋と異なり昼食・夕食休憩時の出前が認められていないこともあり、2017年1月時点では、対局中の外出禁止等を導入する考えは当面はないとしていた。
また、2018年10月からは対局者が電子機器を備え付けのロッカー等に保管し、対局終了までの取り出しを禁止することと、対局中に電子機器を使用した場合はその時点で反則負けにされることを定めた新規定が導入された。違反した場合は除名を含む罰則の対象となる。さらに2021年1月からは、日本棋院管轄の対局において対局中の外出が一切禁止された。一方で関西棋院は「十分な休憩スペースがない」ことを理由に、外出禁止措置は取っていない。
名人4連覇などの実績を持つ依田紀基は、2016年10月12日の出場停止処分に関する報道を受けて、翌13日に「三浦九段の対応が僕にはどうも腑に落ちない。[中略] もし僕が棋聖戦の挑戦者に決まって、身に覚えのないことで疑いを掛けられて、七番勝負の出場を停止させると言われたら、[中略] 徹底抗戦します。身に覚えがないなら、持っているスマホなどすべて警察に提出して解析させたらいいじゃないか? と思う。なんでこんなにあっさり引き下がれる?」と疑問を呈した。13日に将棋連盟がこれ以上の追加調査は行わないと報じられた際には、「なんだいそりゃ? これはそんな曖昧な決着ですませられるような問題ではないと思う」「挑戦者が差し替えになった時点で将棋界の歴史は大変な汚点を残したと思う」と将棋連盟の対応を批判し、三浦については「三浦九段は濡れ衣だと言っている。本当か？」「三浦九段が本当に不正をしていないのであれば、強い態度に出てほしいと思う」とした。
史上6人目の名人本因坊であり、渡辺明など将棋のプロ棋士達とも親交のある高尾紳路は「仲間の棋士が『黒』と言い切っている。それを信じる」と三浦に対して懐疑的な見方を述べた。本因坊6期などの実績を持つ武宮正樹は「将棋連盟は冷たい対応だねえ」と三浦に同情した。